# Videorozhodčí
Videorozhodčí je jeden z činovníků hokejového utkání, který posuzuje opakované záznamy sporných branek. Jelikož nemá přístup k televizním monitorům, rozhodnutí videorozhodčího při sporných brankách je bráno jako konečné.
Branky mohou být posuzovány pouze v následujících situacích:
- Zda kotouč přešel úplně brankovou čáru.
- Zda kotouč byl v brance dříve než došlo k posunutí brankové konstrukce.
- Zda byl kotouč v brance před vypršením nebo po vypršení hrací doby na konci třetiny.
- Zda byl kotouč dopraven do branky rukou nebo zda byl do branky kopnut.
- Zda se kotouč odrazil do branky od rozhodčího.
- Zda kotouč byl zasažen vysokou holí (nad úrovní břevna) útočícího hráče dříve než vnikl do branky.